# 13734 Buklad
13734 Buklad este un asteroid din centura principală de asteroizi.

## Descriere
13734 Buklad este un asteroid din centura principală de asteroizi. A fost descoperit pe 14 septembrie 1998 la Socorro, New Mexico, în cadrul proiectului LINEAR. Asteroidul prezintă o orbită caracterizată de o semiaxă mare de 2,21 ua, o excentricitate de 0,12 și o înclinație de 3,7° în raport cu ecliptica.